# Ferrolho rotativo

Blowback com retardo radial

Ferrolho rotativo é um método de bloquear a culatra de uma arma de fogo fechada para disparar. Johann Nikolaus von Dreyse desenvolveu a primeira arma de fogo de ferrolho rotativo, o fuzil Dreyse, em 1836. O Dreyse travava usando a alça do ferrolho em vez de ressaltos na cabeça do ferrolho, como o Gewehr 98 ou o M16. O primeiro fuzil de ferrolho rotativo com dois ressaltos na cabeça do ferrolho foi o fuzil Lebel Modelo 1886. O conceito foi implementado na maioria das armas de fogo com cartuchos de alta potência desde o século XX.
O ferrolho comum empurra o cartucho à culatra. O ferrolho rotativo, além do movimento normal, gira em seu eixo. Isso ajuda a entrada do cartucho e diminui as chances de emperrar.

## Projeto
Ferdinand Ritter von Mannlicher, que já havia desenvolvido um fuzil de tração direta com ferrolho não rotativo, desenvolveu o Steyr-Mannlicher M1895, um fuzil de tração direta com ferrolho rotativo, que foi entregue ao Exército Austro-Húngaro. Mannlicher então desenvolveu o fuzil M1893 que tinha um ferrolho retardado por parafuso e mais tarde o Mannlicher M1900 operado por um pistão a gás. Isso foi uma inspiração para armas de fogo posteriores operadas a gás, semiautomáticas e de fogo seletivo (como M1, M14, M16, L85A1/A2 e AK-47/74) nas quais o ferrolho, ao entrar em contato com a culatra, gira e trava no lugar, os ressaltos do ferrolho travando na culatra ou na extensão do cano.
Ao fechar, o ferrolho avança para a extensão do cano ou para os recessos de travamento do receptáculo e, em seguida, gira; neste ponto ele está travado no lugar. O ferrolho permanece travado até que a ação seja ciclada, seja manualmente pelo operador, ou mecanicamente por blowback retardado, operação de recuo ou operação a gás que então gira o ferrolho e o destrava da culatra para que possa ser retirado para extrair e ejete o estojo gasto e a próxima bala pode entrar para a câmara. Na operação a gás, a porta de gás, que dosa uma parte dos gases de combustão na ação para fazer o ciclo da arma, está normalmente localizada no meio do cano ou perto do cano da arma. Desta forma, funciona como um atraso, garantindo que o parafuso permaneça travado até que a pressão da câmara diminua para um nível seguro.
Os ferrolhos rotativos são encontrados em projetos de armas de blowback retardado, operados a gás, operados por recuo, ação por ferrolho, ação por alavanca e ação por bombeamento. Outra forma de blowback retardado em que a cabeça do ferrolho gira conforme o percussor atinge, travando a câmara até que a pressão do gás atinja um nível seguro para extração. À medida que o percussor se retrai, a cabeça do ferrolho gira no sentido anti-horário, destravando a culatra.

## Exemplos
- M1 Garand, fuzil semiautomático operado a gás
- M25 Sniper Weapon System, fuzil semiautomático, operado a gás, refrigerado a ar
- Lebel Modelo 1886, fuzil de ação por ferrolho
- Steyr-Mannlicher M1895, fuzil de ação por ferrolho de tração direta
- M16, fuzil de assalto operado a gás
- AK-47, fuzil de assalto operado a gás[1]
- Oerlikon KBA 25mm, canhão automático operado a gás
- IMBEL IA2, fuzil de assalto operado a gás
- IWI Tavor TAR-21, fuzil de assalto operado a gás
- Ruger Mini-14, fuzil semiautomático operado a gás
- IMI Desert Eagle, uma das poucas armas curtas com esse mecanismo
- Remington Model 8, rifle operado a recuo
- Chauchat, metralhadora leve operada a recuo
- Remington Model 7600, rifle de ação por bombeamento
- Winchester Model 1200, 1300, e Super-X (SXP), espingardas de ação por bombeamento
- SIG-Sauer MPX, submetralhadora operada a gás
- CMMG Mk 45 Guard, o primeiro derivado do AR15 a usar operação de blowback retardado radial
- Browning BLR, rifle de ação por alavanca
- SA80